# Neutelings Riedijk
Neutelings Riedijk Architecten es un estudio de arquitectura holandés cofundado por Willem-Jan Neutelings y Michiel Riedijk en el año 1987. En la actualidad cuentan con alrededor de veinte arquitectos a su cargo, y abordan proyectos tanto de arquitectura como de urbanismo, prestando especial atención a los detalles técnicos.
El conjunto de su obra se ha desarrollado principalmente en el ámbito público y como consecuencia, se caracteriza por el carácter escultórico del que cada una de sus intervenciones ha sido dotada. Ha realizado una importante cantidad de proyectos tanto en los Países Bajos como en Bélgica, y actualmente están desarrollando otros en Francia, Estados Unidos o Eslovenia.
Su labor ha sido reconocida desde diferentes ámbitos. El estudio ha ganado varios concursos internacionales como el recibido en el año 1999 por el Instituto holandés de Imagen y Sonido de Hilversum, o el del año 2003 por la Terminal de pasajeros del Aeropuerto de Maastricht, entre muchos otros.
Además, también fueron seleccionados para participar en la Bienal de Venecia, Róterdam, Sao Paulo y Pekín, desarrollando obras que han sido expuestas en todo el mundo.

## Proyectos destacados
- Veenman Printworks, Ede, Países Bajos, 1996
- Edificio universitario Minnaert, Utrecht, Países Bajos, 1997
- Estación de bomberos, Maastricht, Países Bajos, 1999
- Ópera Hall, Ljubljana, Eslovenia, 2004
- Instituto holandés de Imagen y Sonido, Hilversum, Países Bajos, 2006
- Museum aan de Stroom, Amberes, Bélgica, 2011
- Cincinnati Art Museum Campus, Cincinnati], Ohio, en construcción